# 歌留多

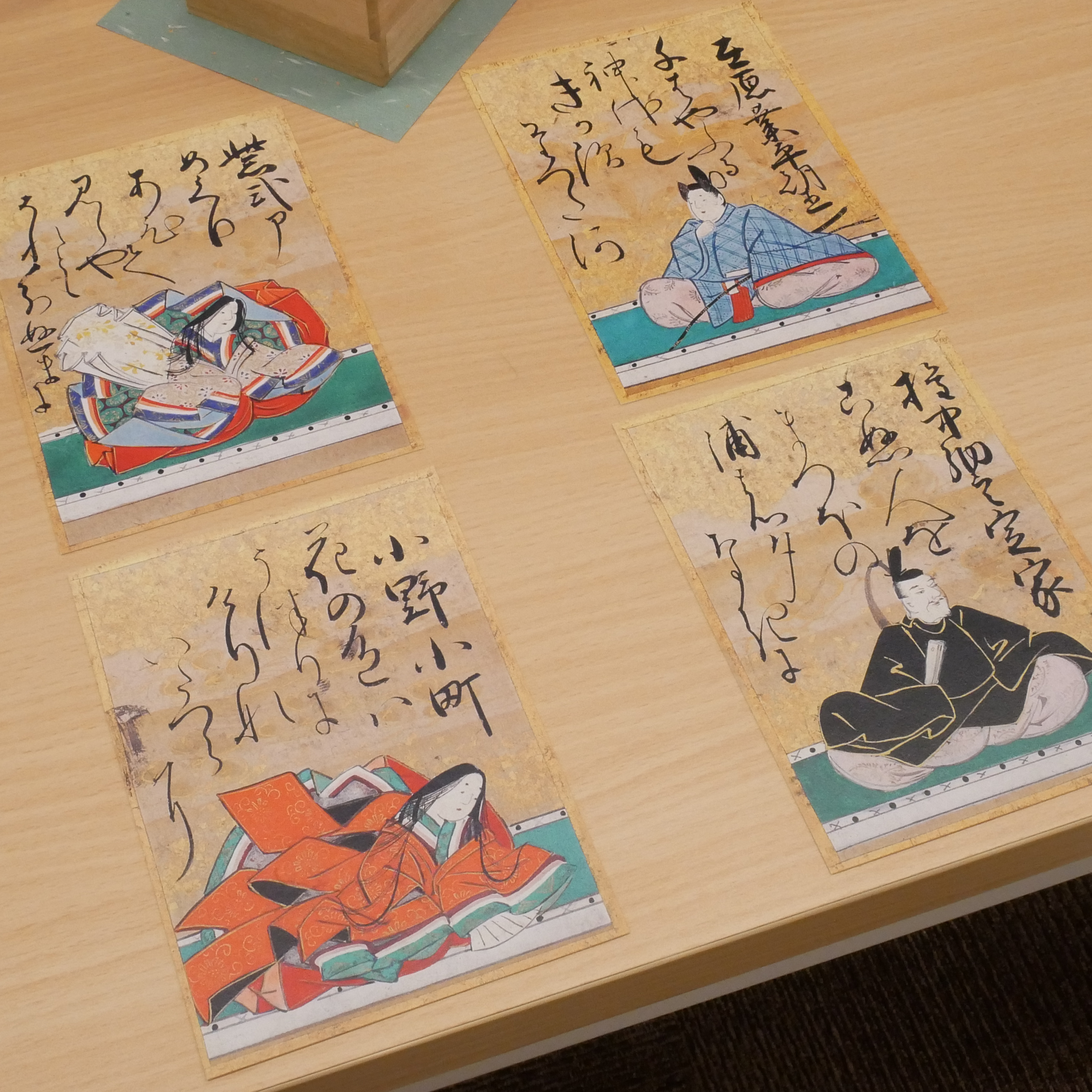
《小倉百人一首》歌牌

歌留多（かるた）又稱歌牌、誤稱為花牌。歌留多一字是源於葡萄牙語「carta」，意思為紙牌。歌牌是日本正月（明治維新後改為格里曆1月）過年時通常會玩的一種紙牌遊戲。常見的歌留多有花札，和印有《小倉百人一首》的百人一首歌牌。但「歌牌」一詞多指百人一首歌牌，亦是本條目介紹重點。
歌牌從江戶時代中期開始盛行。過去為日本宮廷遊戲，近期才演變成競技項目。歌牌由各一百張「詠唱牌」和「奪取牌」組成，共兩百張，詠唱牌上印有歌人肖像、作者及和歌，奪取牌上則印有以日文假名書寫的和歌後半部。

## 玩法
亂中取牌
將100張紙牌散放在榻榻米或桌面上，洗牌後分出50張牌，由詠唱者依照100張寫著和歌的詠唱牌吟唱出詩歌，因此會出現空牌，藉著詠唱者所吟出的提示(和歌上半部)找出相對應的字牌(和歌下半部)。哪一方獲得的紙牌越多就是最後的勝利者。
競技歌牌
為歌牌比賽的主要形式。過去為日本宮廷遊戲，近期才演變成競技項目，由於比賽激烈，故競技歌牌又被稱為「榻榻米上的格鬥技」。
色冠
四人圍坐，對向為同一組。每局開始，每位玩家發二十五張牌。共比四局。
莊家先引牌，然後玩家依逆時鐘方向輪流出一張牌。下家出牌需與上家同種，無法出牌時，棄權。三家皆棄權時，第四家再出任意一張牌。
先出完牌者獲勝，獲得其他組剩餘牌的點數。

## 外部連結
- http://www.kyo.or.jp/ogura/index.htm （页面存档备份，存于）
- http://www.asahi-net.or.jp/~sg2h-ymst/yamatouta/sennin/100i.html （页面存档备份，存于）
- http://www.gameou.com/k/hyakunin.htm （页面存档备份，存于）
- 大日本史歌人傳 藤原定家
- 小倉百人一首 （页面存档备份，存于）